# Iouri Maritchev
Iouri Nikolaïevitch Maritchev (en russe : Юрий Николаевич Маричев) est un ancien joueur désormais entraîneur soviétique puis russe de volley-ball né le 17 novembre 1960 à Toula (oblast de Toula, alors en URSS).

## Clubs

### Joueur
| Club                | De        | À         |
| ------------------- | --------- | --------- |
| Kaspian Chevtchenko | 1978-1979 | 1980-1981 |
| Dorojnik Alma-Ata   | 1981-1982 | 1984-1985 |
| CSKA Moscou         | 1985-1986 | 1990-1991 |
| Eczacibasi Istanbul | 1991-1992 | 1991-1992 |
| Lefty Toula         | 1992-1993 | 1995-1996 |
| Oural Oufa          | 1996-1997 | 1997-1998 |
| Hapoel Kiryat-Ata   | 1998-1999 | 1998-1999 |
| Oural Oufa          | 1999-2000 | 2000-2001 |
| Fakel Novy Ourengoï | 2001-2002 | 2002-2003 |

### Entraîneur
| Club                | De        | À         |
| ------------------- | --------- | --------- |
| Fakel Novy Ourengoï | 2001-2002 | 2002-2003 |
| Oural Oufa          | 2003-2004 | 2008-2009 |
| Dinamo Krasnodar    | 2009-2010 | 2009-2010 |
| Dinamo Krasnodar    | 2010-2011 | 2012-2013 |
| Dinamo Moscou       | 2013-2014 | ...       |
| → Russie            | 2013-2014 | ...       |

## Palmarès

### Joueur
- Ligue des champions (5)
  - Vainqueur : 1986, 1987, 1988, 1989, 1991
- Supercoupe d'Europe (3)
  - Vainqueur : 1987, 1988, 1991
  - Perdant : 1990
- Championnat de Turquie (1)
  - Vainqueur : 1992
- Championnat d'URSS (6)
  - Vainqueur : 1986, 1987, 1988, 1989, 1990, 1991

### Entraîneur
- Championnat d'Europe (1)
  - Vainqueur : 2013
- Championnat du monde des moins de 21 ans (1)
  - Vainqueur : 2005